# Deir Ibzi
Deir Ibzi, en arabe : دير إبزيع, est un village du gouvernorat de Ramallah et Al-Bireh en Palestine. Il est situé à 7,7 km à l'ouest de Ramallah et au centre de la Cisjordanie.
Selon le recensement du bureau central palestinien des statistiques, la localité compte une population de 2 590 habitants en 2017.